# Human Appeal
Human Appeal est une organisation non gouvernementale (ONG) d’aide humanitaire. Elle est fondée en 1991 à Manchester, au Royaume-Uni et dirigée actuellement par Mohamed Ashmawey.  
L’association présente sa mission comme étant celle « d’aider les plus vulnérables à sortir de la pauvreté à travers des programmes de développement durable, afin de permettre à ces communautés de générer leurs propres revenus et aux plus jeunes d’être capable de construire un avenir meilleur. »
Human Appeal travaille dans plus de 25 pays. Ses missions portent en priorité sur les secours d’urgence aux populations victimes de catastrophes naturelles ainsi que sur la réduction de la pauvreté (formation professionnelle, construction d’écoles, services de santé, etc).

## Histoire
En 1991, Human Appeal lance son premier programme de parrainage d'orphelin en 1991 avec quatre orphelins soudanais, en réponse à la crise provoquée par la sécheresse en Éthiopie. Le soutien consistait à prendre en charge leurs soins de santé et leur nourriture, ainsi qu’à leur fournir des vêtements, un abri et l’accès à l’éducation.

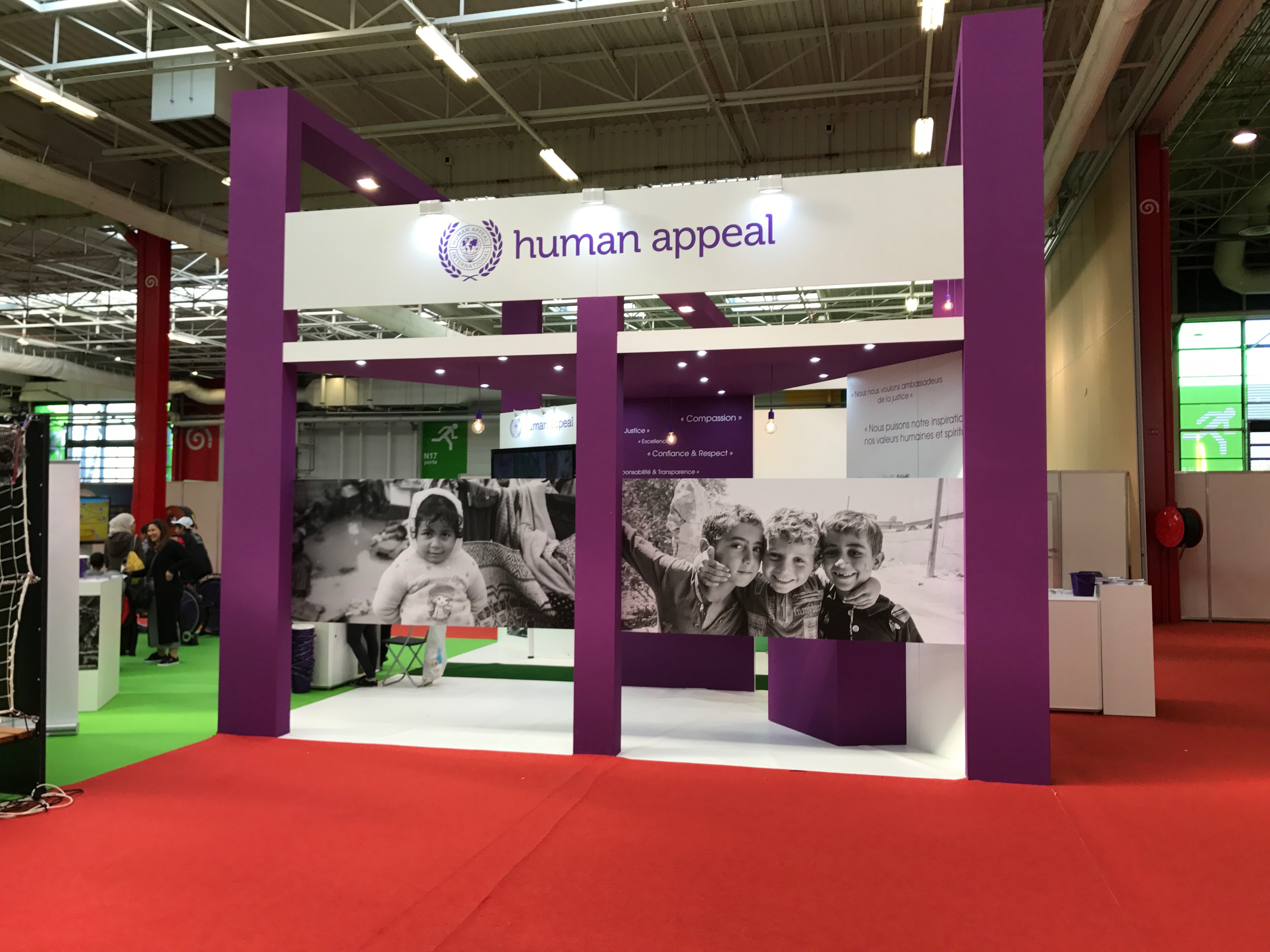
Stand de Human Appeal lors de la 34e Rencontre annuelle des musulmans de France en 2017.

En avril 2014, elle ouvre des bureaux en France. Elle s'engage en particulier sur l'aide alimentaire,.
En 2020, Human Appeal International possède des bureaux au Royaume-Uni, en Irlande et en France. Les fondateurs de l’association ont par ailleurs créé des organisations sœurs indépendantes en Australie et aux Émirats arabes unis. L’association parraine aujourd’hui 75 000 orphelins à travers 24 pays dans le monde.
L’association est membre de Bond for International Development, une organisation britannique réunissant les ONG travaillant sur les questions de développement international, du Muslim Charities Forum. Human Appeal est par ailleurs l’un des membres fondateurs du groupement Union of Good.